# Додаткова освіта дітей

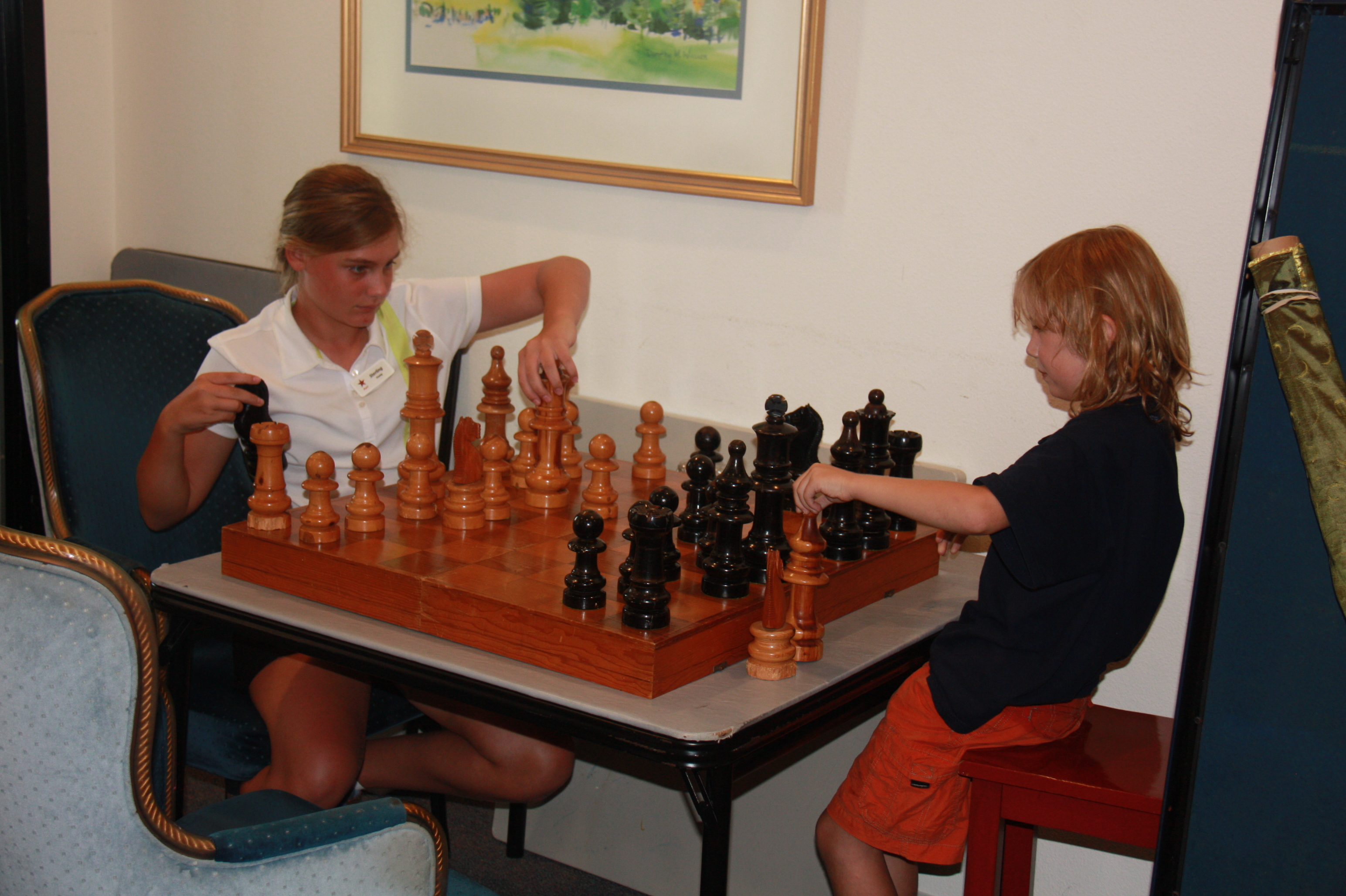
Діти в шаховому клубі в США

Додатко́ва осві́та діте́й — позашкільна діяльність, що виходить за рамки звичайної навчальної програми школи чи коледжу. Хоча така діяльність схвалюється і часто спонсорується керівництвом навчального закладу, вона є добровільною (на відміну від обов'язкової) і, як правило, не враховується в академічних заліках.
Додаткова освіта виконує функції соціального ліфта і надає альтернативні можливості для реалізації ініціатив значної частини дітей, в тому числі дітей з обмеженими можливостями здоров'я, дітей, які перебувають у важкій життєвій ситуації.
Додаткова освіта спрямована на формування і розвиток творчих здібностей дітей, задоволення їхніх індивідуальних потреб в інтелектуальному, моральному та фізичному вдосконаленні, формування культури здорового і безпечного способу життя, зміцнення здоров'я, а також на організацію їхнього вільного часу. Додаткова освіта дітей забезпечує їхню адаптацію до життя в суспільстві, професійну орієнтацію, виявлення та підтримку дітей, які проявили видатні здібності.

### Історична позашкільна діяльність
- Палац піонерів
- Станція юних натуралістів
- Станція юних техніків